# Тахмасеби, Саман
Саман Тахмасеби (перс. سامان طهماسبی‎; род. 26 июля 1985, Сенендедж) — иранский и азербайджанский борец греко-римского стиля, чемпион Азии, многократный призёр чемпионатов мира, чемпионы Азербайджана (2012).

## Биография
Родился в 1985 году в Сенендедже (провинция Курдистан, Иран). В 2006 году стал бронзовым призёром чемпионата мира. В 2007 году стал чемпионом Азии и вновь завоевал бронзовую медаль чемпионата мира. В 2008 году принял участие в Олимпийских играх в Пекине, но занял там лишь 11-е место.
В 2010 году переехал в Азербайджан. В 2012 году принял участие в Олимпийских играх в Лондоне, но опять занял лишь 11-е место. В 2013 и 2014 годах становился серебряным призёром чемпионата мира, а в 2015 — бронзовым. В 2016 году принял участие в Олимпийских играх в Рио-де-Жанейро, но там оказался лишь 13-м.